# Celso Roth
Celso Juarez Roth (Caxias do Sul, 30 de novembro de 1957) é um treinador e ex-futebolista brasileiro que atuava como zagueiro. Atualmente está sem clube.

## Carreira como jogador
Em sua curta carreira como jogador, Celso Roth teve apenas uma breve passagem como zagueiro pelo Juventude entre 1975 e 1978, mas logo se aposentou por causa de seguidas lesões musculares e no joelho. Após a aposentadoria, Roth ingressou na faculdade de educação física, na qual se formou em 1982.

## Carreira como treinador

### Caxias
Em 1996, já como técnico, conquistou seu primeiro título no Caxias: a Copa Daltro Menezes, um torneio disputado por diversos clubes do interior do Rio Grande do Sul.

### Internacional
Isso abriu as portas um grande clube da capital, o Internacional, onde chegou à primeira grande conquista: o Campeonato Gaúcho de 1997. Também realizou uma boa campanha no Campeonato Brasileiro do mesmo ano, levando o Inter até as semifinais da competição e projetando seu nome no cenário nacional.

### Vitória e Grêmio
Após uma rápida passagem pelo Vitória, Roth retornou ao Rio Grande do Sul em 1998 para comandar o Grêmio. No Campeonato Brasileiro de 1998, em uma campanha de recuperação, tirou o clube gaúcho das últimas posições do certame e levou a equipe até as quartas de final da competição, sendo eliminada pelo Corinthians, clube que se sagraria campeão naquele ano. Em 1999 Roth dirigiu o Grêmio nos títulos do Campeonato Gaúcho e da Copa Sul.

### Sport
Em 2000, dirigindo o Sport, Roth conquistou seu último título de expressão antes do jejum de quase 10 anos sem títulos: a Copa do Nordeste.

### Outras equipes
Desde então, foi treinador de diversos clubes da elite do futebol brasileiro, como Palmeiras, Santos, Atlético Mineiro, Goiás, Flamengo, Botafogo e Vasco. Seus melhores resultados foram as eliminações nas semifinais da Copa Libertadores da América de 2001 pelo Palmeiras e, também, nas semifinais do Campeonato Brasileiro de 2000 pelo Grêmio.

### Vasco da Gama
Assumiu o comando do Vasco da Gama no dia 16 de abril de 2007. No primeiro turno sob seu comando, o atacante Romário teve a façanha de atingir seu milésimo gol no dia 20 de maio, no estádio de São Januário contra o Sport. A equipe teve um bom início no Campeonato Brasileiro, terminando o primeiro turno em 3º lugar. Porém, após o início do 2º turno, a equipe caiu de rendimento e consequentemente de posição. Com apenas uma vitória em onze jogos no Campeonato Brasileiro e com a vaga para a próxima fase da Copa Sul-Americana em risco após a derrota para o América do México, a diretoria do clube decidiu rescindir o contrato com o treinador no dia 22 de outubro. Celso Roth esteve no comando da equipe vascaína em 37 jogos, com 15 vitórias, sete empates e 15 derrotas.

### Terceira passagem pelo Grêmio
Após alguns meses longe do futebol, Celso Roth regressou ao Grêmio em fevereiro de 2008. Neste clube começou bem, ficando invicto até meados de abril. Entretanto, este mês foi terrível na sua passagem pelo Tricolor: em uma semana, o time foi eliminado do Campeonato Gaúcho, pelo Juventude, e da Copa do Brasil, pelo Atlético Goianiense. Em ambos os confrontos, o Grêmio era o franco favorito. Após o impacto inicial, Roth esteve na iminência de ser demitido. Todos os caminhos apontavam para a sua saída do clube gaúcho, mas ele permaneceu treinando o clube. Depois de sua situação ficar relativamente estável, Celso viu-se na obrigação de reestruturar o time. Desacreditado, ele treinou a equipe por um mês, realizando apenas amistosos. O fraco desempenho da equipe nessas partidas fez o técnico ser ainda mais cobrado. Logo na estreia do Campeonato Brasileiro, no dia 10 de maio, o Grêmio jogaria contra o São Paulo em pleno Morumbi. A equipe era então bicampeã do certame. Surpreendentemente o time gaúcho venceu por 1–0.
No decorrer do campeonato, o seu time foi somando cada vez mais vitórias. A torcida, que antes odiava o treinador, passou a aceitá-lo e, posteriormente, a apoiá-lo. Roth não conseguiu o título, mas o vice-campeonato somado ao fato de ser o treinador gremista com melhor aproveitamento na história dos campeonatos brasileiros, foi o bastante para que renovasse contrato com o Grêmio no dia 11 de dezembro.
Em 5 de abril de 2009, após perder mais um Grenal, Celso Roth foi demitido do Grêmio.

### Retorno ao Atlético Mineiro
Foi contratado pelo Atlético Mineiro no dia 4 de maio, para ocupar o lugar de Emerson Leão, que havia sido demitido após perder o clássico mineiro. A reestreia dele no Galo foi contra o Vitória, o qual venceu por 3–0, mas o time foi eliminado na disputa por pênaltis. Em 5 de dezembro, último jogo do Galo no campeonato, Roth foi demitido por telefone depois da quinta derrota seguida do Atlético. À imprensa, o então presidente alvinegro Alexandre Kalil informou que o treinador ignorou seu pedido de permanecer em Belo Horizonte após o jogo e viajou a Porto Alegre sem autorização, e por isso a demissão por telefone.

### Retorno ao Vasco
No dia 18 de maio de 2010, foi anunciado o seu retorno ao comando do Vasco. Após um começo ruim no Brasileirão, no dia em 12 de junho, com menos de um mês de trabalho no clube cruzmaltino, Roth surpreendeu ao aceitar uma proposta do Internacional, que fez o anúncio da sua contratação.

### Terceira passagem pelo Internacional
Com Roth no comando, o Inter embalou uma sequência de vitórias no Campeonato Brasileiro. Além disso, na Libertadores eliminou o São Paulo na semifinal e derrotou o Chivas Guadalajara na final, tornando-se campeão do torneio continental. Meses depois, na Copa do Mundo de Clubes da FIFA, esteve no comando do Internacional durante a derrota por 2–0 contra o Mazembe, modesto clube da República Democrática do Congo. O Internacional, que era amplamente favorito, caiu na semifinal da competição.

### Quarta passagem pelo Grêmio
Em 4 de agosto de 2011, foi anunciado novamente como treinador do Grêmio, em sua quarta passagem pelo clube.
Celso Roth comandou sua 222ª partida pelo Grêmio em 4 de dezembro, no Grenal da última rodada do Campeonato Brasileiro. Dessa forma, ultrapassou Valdir Espinosa (técnico com 221 partidas no Grêmio), tornando-se o sexto treinador com mais jogos no Grêmio, atrás apenas de Felipão (403 jogos) e treinadores dos anos 1930 e 1970.

### Cruzeiro
No dia 15 de maio de 2012, Roth foi anunciado oficialmente como o novo treinador do Cruzeiro. Em 2 de dezembro desse mesmo ano, com o término de seu contrato, o treinador se despediu do Cruzeiro, desejando feliz natal e bom ano novo "aos colegas e aos profissionais de imprensa". Seu substituto na Toca da Raposa foi Marcelo Oliveira.

### Coritiba
Depois de um ano e meio sem clube, Celso passou a integrar, juntamente com o auxiliar Beto Ferreira e o preparador físico Paulo Paixão, a comissão técnica do Coritiba. O treinador foi anunciado oficialmente pelo Coxa no dia 3 de abril de 2014. No entanto, foi demitido após uma derrota para o Palmeiras pela 17ª rodada do Campeonato Brasileiro, deixando o clube na penúltima colocação.

### Terceira passagem pelo Vasco
Em 22 de junho de 2015, foi anunciado novamente como treinador do Vasco da Gama, em sua terceira passagem pela equipe.
Após uma sequência de resultados ruins, foi demitido no dia 15 de agosto, depois de perder para o Coritiba, por 1–0, no Maracanã. O clube carioca encerrou o primeiro turno do Campeonato Brasileiro na última colocação.

### Quarta passagem pelo Internacional
Em agosto de 2016, assumiu novamente o Internacional. No entanto, foi demitido no dia 17 de novembro, depois do empate por 1–1 contra a Ponte Preta, pela 35ª rodada do Campeonato Brasileiro. O resultado manteve o clube gaúcho no Z-4 e com grande risco de rebaixamento, fato que acabou se concretizando no dia 11 de dezembro, após um empate contra o Fluminense.

### Juventude
Depois de pouco mais de seis anos sem comandar uma equipe, Roth foi anunciado pelo Juventude no dia 28 de outubro de 2022, seu único clube como jogador. O treinador, que assumiu a equipe já rebaixada no Campeonato Brasileiro, chegou com foco no planejamento para 2023.
Após um início ruim de temporada, que culminou com a eliminação na primeira fase da Copa do Brasil, Roth deixou a equipe no dia 25 de fevereiro. No total, comandou o time em 13 jogos, com duas vitórias, cinco empates e seis derrotas, um aproveitamento de apenas 28,2%.

## Vida pessoal
Celso Roth é casado, pai, se formou em educação física na Universidade de Caxias do Sul (UCS) e se pós-graduou em aprendizagem motora na mesma universidade. Fala árabe e inglês.[carece de fontes?]

## Estatísticas
Atualizadas até 17 de novembro de 2016
| Clube            | Jogos | Vitórias | Empates | Derrotas | Aproveitamento |
| ---------------- | ----- | -------- | ------- | -------- | -------------- |
| Vitória          | 26    | 12       | 6       | 8        | 54%            |
| Grêmio           | 220   | 113      | 48      | 59       | 58.64%         |
| Palmeiras        | 40    | 22       | 11      | 7        | 56,1%          |
| Santos           | 20    | 7        | 8       | 5        | 48.33%         |
| Atlético Mineiro | 81    | 39       | 21      | 21       | 64,2%          |
| Goiás            | 50    | 22       | 12      | 16       | 52%            |
| Flamengo         | 20    | 6        | 4       | 10       | 33,3%          |
| Botafogo         | 21    | 8        | 5       | 8        | 46%            |
| Vasco da Gama    | 57    | 22       | 10      | 25       | 44.44%         |
| Internacional    | 171   | 78       | 49      | 44       | 54.19%         |
| Cruzeiro         | 38    | 15       | 7       | 16       | 46,8%          |
| Coritiba         | 21    | 6        | 6       | 9        | 38%            |
| Juventude        | 13    | 2        | 5       | 6        | 30.77%         |

## Títulos
Caxias
- Copa Daltro Menezes: 1996

Internacional
- Campeonato Gaúcho: 1997
- Copa Libertadores da América: 2010

Grêmio
- Campeonato Gaúcho: 1999
- Copa Sul: 1999

Sport
- Copa do Nordeste: 2000

### Prêmios individuais
- 8° Melhor treinador do mundo pela IFFHS: 2010